# Krzysztof Grabczuk
Krzysztof Grabczuk (ur. 22 kwietnia 1962 w Sawinie) – polski samorządowiec, działacz sportowy, prezydent Chełma (2002–2006), członek zarządu (2006–2008), marszałek (2008–2010) i wicemarszałek (2010–2018)  województwa lubelskiego, poseł na Sejm IX i X kadencji (od 2019).

## Życiorys
Syn Józefa i Lidii. Ukończył Technikum Mechaniczne w Chełmie, a w 1986 studia trenerskie na Akademii Wychowania Fizycznego w Warszawie. W 1991 uzyskał tytuł zawodowy magistra wychowania fizycznego na Akademii Wychowania Fizycznego w Katowicach. Ukończył też podyplomowe studia z zakresu zarządzania i administracji na UMCS w Lublinie (2004), podyplomowe studia menedżerskie, a także studia doktoranckie na Wydziale Nauk Społecznych Katolickiego Uniwersytetu Lubelskiego. W 2008 na tej uczelni obronił doktorat z socjologii gospodarki na podstawie pracy pt. Gospodarcze funkcje samorządu terytorialnego na przykładzie miast: Chełm w Polsce i Sindelfingen w Niemczech – analiza porównawcza. Pracował jako nauczyciel akademicki na obu lubelskich uniwersytetach oraz w Szkole Wyższej im. Bogdana Jańskiego w Warszawie.
Prowadził własną działalność gospodarczą. Od 1982 był związany z klubem zapaśniczym Cement Gryf Chełm, gdzie jako trener wychował m.in. przyszłego mistrza świata Dariusza Jabłońskiego. Był również sędzią międzynarodowym w zapasach. W grudniu 2004 objął stanowisko prezesa Polskiego Związku Zapaśniczego, a w marcu 2005 wiceprezesa Polskiego Komitetu Olimpijskiego.
W młodości związany był ze Związkiem Młodzieży Wiejskiej i OHP. Należał do Unii Wolności, z której ramienia zasiadał w radzie miasta Chełma. W 2001 przystąpił do Platformy Obywatelskiej, z listy PO w wyborach parlamentarnych w tym samym roku kandydował do Sejmu. W listopadzie 2002 został wybrany w wyborach bezpośrednich na prezydenta miasta, zastępując Henryka Dżamana. Kandydował z ramienia Komitetu Wyborczego Wyborców Krzysztofa Grabczuka „Kocham Chełm”, zorganizowanego m.in. przez PO. W 2006 bez powodzenia ubiegał się o reelekcję, przegrywając w drugiej turze z Agatą Fisz.
Wkrótce po porażce wszedł w skład zarządu województwa jako członek zarządu. 28 stycznia 2008 po zmianie koalicji został wybrany na urząd marszałka. W 2010 został radnym sejmiku lubelskiego, 1 grudnia tego samego roku w nowym zarządzie województwa objął stanowisko wicemarszałka. W 2011 bez powodzenia kandydował do Senatu, a w 2014 do Parlamentu Europejskiego. W tym samym roku ponownie wybrany do sejmiku, 1 grudnia 2014 ponownie został wicemarszałkiem na okres V kadencji (do 2018). W kolejnych wyborach utrzymał mandat radnego województwa. W maju 2019 wszedł w skład rady nadzorczej Miejskiego Przedsiębiorstwa Gospodarki Komunalnej we Włodawie.
W wyborach w 2019 uzyskał mandat posła na Sejm IX kadencji, kandydując z ramienia Koalicji Obywatelskiej w okręgu chełmskim i otrzymując 15 452 głosy. W wyborach w 2023 z powodzeniem ubiegał się o reelekcję (z wynikiem 32 985 głosów). W 2024 z ramienia KO startował w kolejnych wyborach europejskich.

## Wyniki w wyborach ogólnopolskich
| Wybory | Komitet wyborczy                   | Komitet wyborczy      | Organ            | Okręg           | Wynik          |
| ------ | ---------------------------------- | --------------------- | ---------------- | --------------- | -------------- |
| 2001   |                                    | Platforma Obywatelska | Sejm IV kadencji | nr 7            | 4085 (1,20%)   |
| 2011   | Senat VIII kadencji                | Platforma Obywatelska | nr 18            | 25 799 (30,57%) |                |
| 2014   | Parlament Europejski VIII kadencji | Platforma Obywatelska | nr 8             | 9990 (2,50%)    |                |
| 2019   |                                    | Koalicja Obywatelska  | Sejm IX kadencji | nr 7            | 15 452 (3,85%) |
| 2023   | Sejm X kadencji                    | Koalicja Obywatelska  | 32 985 (7,22%)   | nr 7            |                |
| 2024   | Parlament Europejski X kadencji    | Koalicja Obywatelska  | nr 8             | 23 355 (3,77%)  |                |

## Działalność społeczna i wyróżnienia
Za promocję Chełma i regionu otrzymał honorowy tytuł „Chełmianina Roku”, za pomoc ludziom słabym i potrzebującym wyróżniony został tytułem Ecce Homo, a za promocję zdrowego trybu życia nagrodą „Białego Kruka”. Współorganizator Chełmskiego Ośrodka Wsparcia Bliźniego Caritas. W 2006 założył i został prezesem Stowarzyszenia Budowy Pomnika Ojca Świętego Jana Pawła II, zajmującego się także fundowaniem stypendiów naukowych dla uczniów szkół ponadgimnazjalnych. W 2015 otrzymał Brązową Odznakę „Zasłużony dla Ochrony Przeciwpożarowej”.

## Wybrane publikacje
- Przekazywanie zadań publicznych samorządu terytorialnego innym podmiotom na przykładzie miasta Chełma – szanse i zagrożenia, Biała Podlaska 2004
- Gospodarcza rola samorządu na przykładzie Miasta Chełma, [w:] Sławomir Partycki (red.), Człowiek a rynek, Tom I, Towarzystwo Naukowe KUL, Lublin 2004
- Fundusz Phare jako katalizator procesu integracyjnego Polski z Unią Europejską i rozwoju obszarów przygranicznych – doświadczenia Miasta Chełma, Wydział Stosunków Międzynarodowych Uniwersytetu im. Łesi Ukrainki w Łucku, Łuck 2005
- Nowe wyzwania dla gospodarki komunalnej w aspekcie wejścia Polski do Unii Europejskiej, Wydział Stosunków Międzynarodowych Uniwersytetu im. Łesi Ukrainki w Łucku, Łuck 2004
- Wpływ katolickiej nauki społecznej na funkcjonowanie samorządu terytorialnego w Polsce – Nałęczów, [w:] Sławomir Partycki (red.), Religia a Gospodarka, tom I, Wydawnictwo KUL, Lublin 2005
- Perspektywy rozwoju lokalnego i regionalnego w związku z przystąpieniem Polski do Unii Europejskiej, [w:] Ewa Bajor (red.), Zarządzanie rozwojem lokalnym i regionalnym w aspekcie integracji europejskiej, Lublin 2005